# Winona Oak
Winona Oak (Umeå, 1994. október 8. –) svéd énekesnő, dalszerző és dalszövegíró.  
A  2018-as The Chainsmokers „Hope” című zenéjében való közreműködésével került rövid időre reflektorfénybe.

## Élete

### Származása, gyermekkora
Johanna Ekmark néven jött világra a Nap Szigeteként ismert Sollerönön, Svédországban és ott is nevelkedett. Gyerekkorában több állattal találkozott, mint emberrel. Lóakrobataként nőtt fel, verseket és dalszövegeket kezdett írni már nagyon fiatalon.
Olyan zenész családban nevelkedett, amely ösztönözte tehetségének kivirágzását. Nagymamája a Svéd Royal Operában lépett fel többször is, és tehetségét, úgy tűnik Winona is örökölte, aki 5 éves korában elkezdett hegedülni, 9 évesen pedig zongorázni, közben énekelt is.

### Zenészi pályája
2013-ban végzett, majd Stockholmba költözött, hogy a zene iránti szenvedélyét kiélhesse. 2017-ben a Neon Gold Records megkereste, hogy az ausztrál elektronikus zenésszel, What So Not-tal dolgozzon együtt. Segített neki megírni a „Better” és a „Stuck In Orbit” c. zenéket. 2018-ban reflektorfénybe került, mint dalszövegíró és együttműködő előadó a „Beautiful” zeneszámnál. Az év végén előadói szerződést írhatott alá a Neon Gold / Atlantic Records-nál, és lehetőséget kapott együtt dolgozni a The Chainsmokers „Hope” című új dalánál. Ez ismertté tette Winona nevét, keresett zenésszé vált. Egyedi hangja kitűnt a többi közül.
A „He Don’t Love Me” volt az első dala, amelyet egyedül adott ki, mégis felkapták a legnagyobb videómegosztó oldalon. Debütálásáról Winona kifejtette: „Mindannyian képesek vagyunk olyan emberekért esni/zuhanni, akik nem becsülnek meg minket, megragadják a távozó kezünket. De meg kell értenünk, hogy ugyanolyan képesek vagyunk felismerni ezt, hogy az értékeink nem ilyen kezekbe valóak.”[forrás?]

## Lemezfelvételei
- 2018. február: What So Not - Beautiful Ft. Winona Oak
- 2018. szeptember: Winona Oak - Dont’t Save Me
- 2018. december: The Chainsmokers - Hope Feat. Winona Oak
- 2020: Closure - EP

1. He Don’t Love Me
2. Break My Broken Heart
3. Control
4. Lonely Hearts Club
5. Let Me Know
6. Another Story

- 2020: She - EP

1. She
2. Piano in the Sky
3. With Myself
4. The Light

1. ↑  a születési helyből következtetve